# Лаугарватн

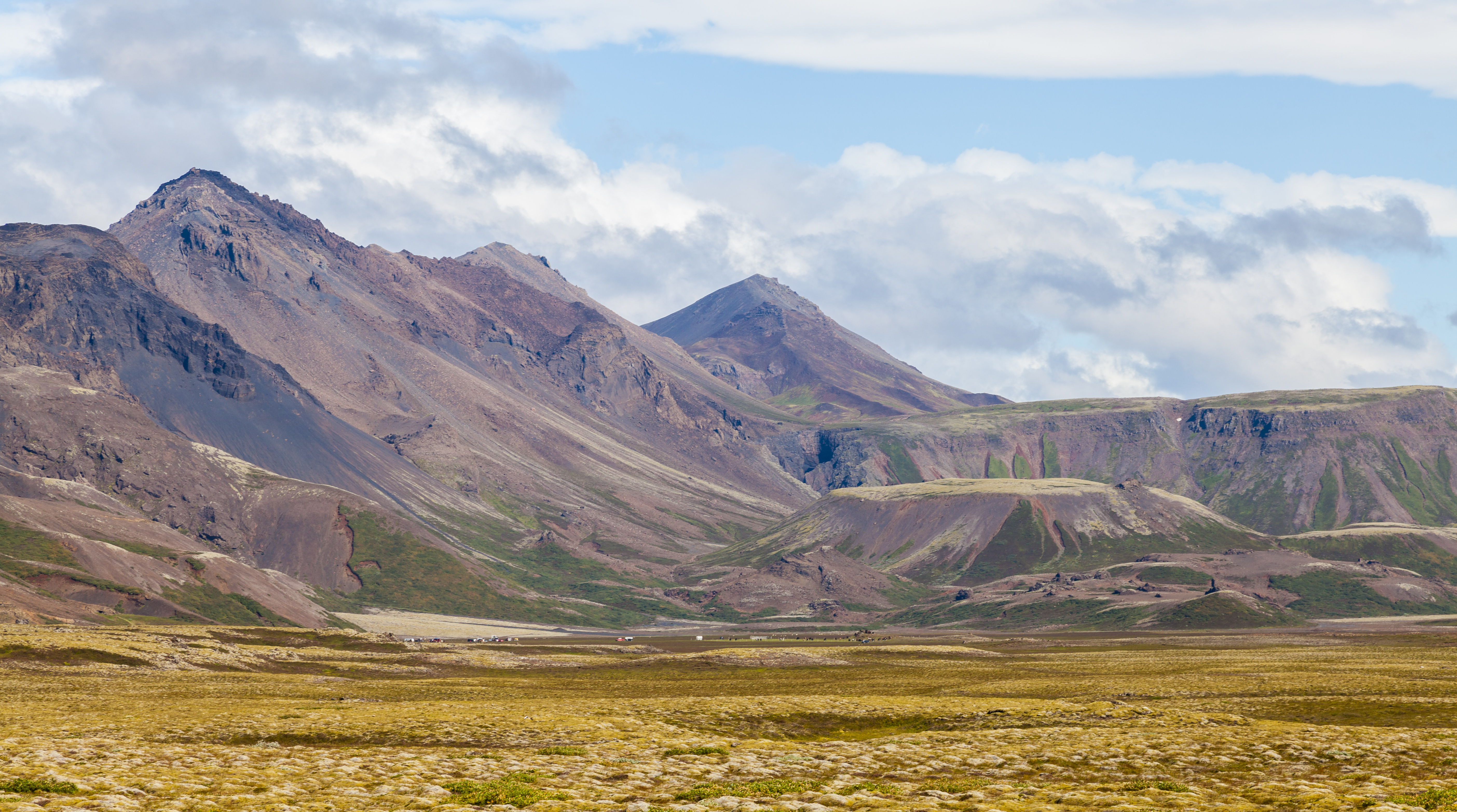
Пейзаж поблизу міста.

64°12′40″ пн. ш. 20°42′40″ зх. д. / 64.211111111111° пн. ш. 20.711111111111° зх. д.
Лаугарватн (ісл. вимова: [ˈlœiːɣarˌvahtn̥]) — назва озера і невеликого міста на півдні Ісландії.

## Туризм
Лаугарватн лежить у межах популярного туристичного маршруту «Золоте кільце» і виконує роль інсценізаційного пункту. Населення міста становить близько 200 людей і воно розташоване переважно вздовж західної сторони озера. Озеро містить геотермальні джерела під своєю поверхнею, що робить його популярним місцем для купання.

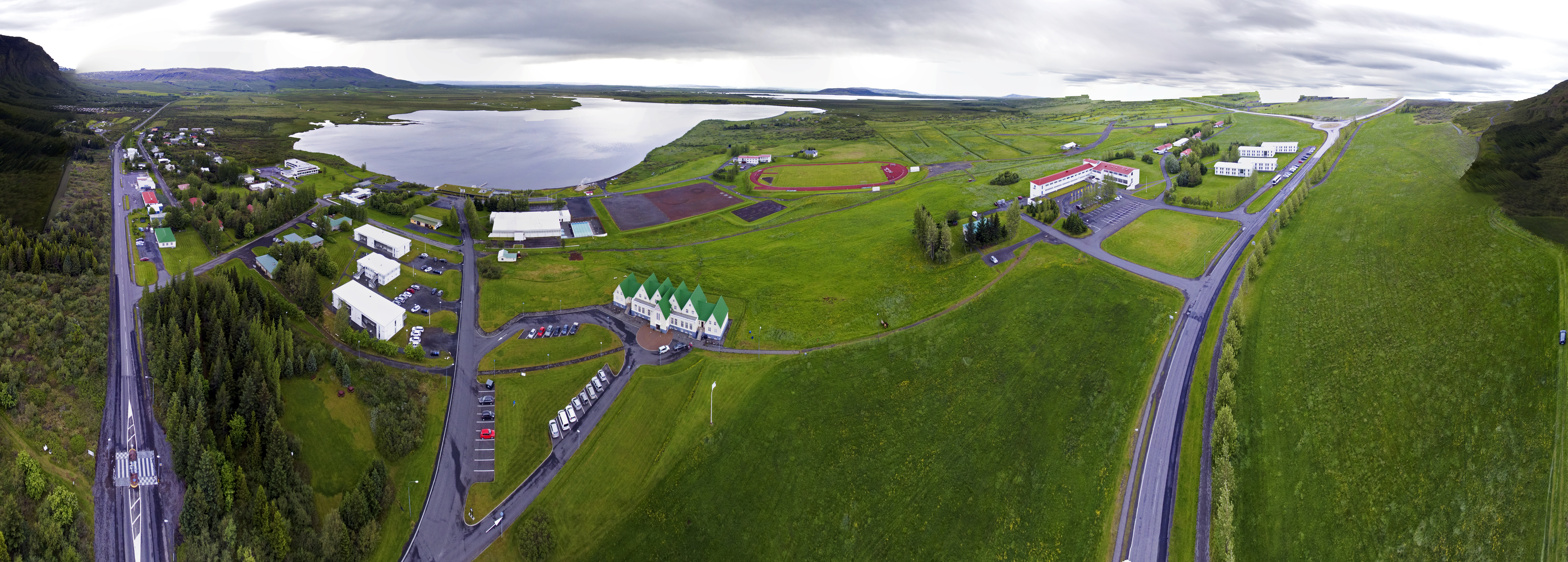
Повітряна панорама Лаугарватна, зроблена в червні 2017 року

## Освіта
Тут знаходився відділ спорту та фізичного виховання Ісландського університету освіти.

## Дивитися також
- Список озер Ісландії